# Pallenopsis mixta
Pallenopsis mixta är en havsspindelart som beskrevs av Stock, J.H. 1986. Pallenopsis mixta ingår i släktet Pallenopsis och familjen Phoxichilidiidae. Inga underarter finns listade i Catalogue of Life.